# Michaël Konan Mikayo
Michaël Konan Mikayo (Abidjan, 6 maggio 1978) è un regista ivoriano.
È noto soprattutto per la sitcom Docteur Boris, che ha riscosso un grande successo in Costa d'Avorio ed è stata trasmessa in Togo, Senegal, Mali, Burkina Faso, Benin e Camerun.

## Filmografia

### Cinema
- Les chocos de Babi (2010)

### Televisione
- Docteur Boris - serie TV (2007)
- La Résidence du Bonheur - serie TV (2009)